# Isha Johansen
Isha Tejan-Cole Johansen (sinh năm 1965 ), là một doanh nhân gốc Sierra Leonean và là chủ tịch hiện tại của Hiệp hội bóng đá Sierra Leone. Johansen là một trong số ít phụ nữ trên thế giới đứng đầu một hiệp hội bóng đá quốc gia, cùng với Lydia Nsekera, cựu chủ tịch của hiệp hội bóng đá Burundi, Izetta Sombo Wesley, cựu lãnh đạo của Hiệp hội bóng đá Liberia và Sonia Bien-Aime của Hiệp hội bóng đá Quần đảo Thổ Nhĩ Kỳ và Caicos.
Isha Johansen là chủ tịch Hội đồng quản trị và Giám đốc điều hành của câu lạc bộ Giải vô địch quốc gia Sierra Leone FC Johansen.

## Niên thiếu và gia đình
Isha Johansen được sinh ra là Isha Tejan-Cole ở Freetown, Sierra Leone, trong gia đình Tejan-Cole, người gốc Aku Mohammedan. Cô yêu thích bóng đá ngay từ đầu, khi cha cô đồng sáng lập East End Lions FC tại Freetown. Cha cô đưa cô đi xem các trận bóng đá, và cô chơi bóng đá với anh em và bạn bè của họ.
Cô được giáo dục tại một trường tu ở Freeport và một trường nội trú ở Yeovil, Anh.
Cô được nuôi dưỡng trong một gia đình Hồi giáo. Cô đã kết hôn với Lãnh sự Na Uy ở Sierra Leone, Arne Birger Johansen.

## Bóng đá
Isha Johansen thành lập câu lạc bộ bóng đá của riêng mình, FC Johansen, vào năm 2004. Câu lạc bộ được thành lập với mục tiêu hướng dẫn và tạo ra cơ hội cho những đứa trẻ có cuộc sống bị phá vỡ bởi Nội chiến Sierra Leone gần đây (1991-2002). Các cậu bé bắt đầu chơi ở Division One năm 2011 và được thăng hạng Premier League vào năm sau.
Johansen được bầu làm chủ tịch của Sierra Leone - Liên đoàn bóng đá (SLFA) của quốc gia này không mấy khó khăn để đi vào hoạt động vào ngày 03 tháng 8 năm 2013, sau khi đối thủ chính của mình, cựu cầu thủ bóng đá quốc tế Sierra Leone Mohamed Kallon đã bị loại bởi các ủy ban Sierra Leone Football điều hành vì không đáp ứng các SLFA về yêu cầu luật cư trú trong nước. Kallon đã kháng cáo việc bị loại của mình, nhưng phái đoàn FIFA đến Freetown đã xác nhận việc truất quyền thi đấu của Kallon và hai ứng cử viên khác (vì liên kết đến cờ bạc), vì vậy Johansen không được ủng hộ. Khi Sepp Blatter bị áp lực phải từ chức người đứng đầu FIFA, Johansen được mời chào như một người kế nhiệm có thể trên báo chí.
Cô đã đưa ra Powerplay, một sáng kiến để khuyến khích phụ nữ và trẻ em gái chơi trò chơi bóng đá và giúp trao quyền cho họ. Nó có sự hỗ trợ của FIFA và Liên đoàn bóng đá châu Phi.
Cô cũng bắt đầu Giải đấu Thanh niên Quốc tế Châu Phi hàng năm vào năm 2009.
Vào ngày 7 tháng 9 năm 2016, Chủ tịch SLFA Isha Johansen, Phó Chủ tịch Brima Kamara và Tổng thư ký Christopher Kamara đã bị Ủy ban chống tham nhũng bỏ tù vì không cung cấp báo cáo về báo cáo tài chính của SLFA và việc sử dụng tiền. Bộ ba đã được phóng thích sau khi đăng bài bảo lãnh. FIFA đã bảo vệ SLFA trong một lá thư, nói rằng "FIFA không có lý do gì để nghi ngờ rằng đã có sự lạm dụng tiền mà FIFA đã cung cấp cho SLFA", đã kiểm toán các tài khoản của SLFA vào đầu năm.

## Các hoạt động khác
Năm 1993, cô trở thành nhà xuất bản phụ nữ đầu tiên trong lịch sử của đất nước, sản xuất Tạp chí Rapture, một ấn phẩm giải trí. Cô cũng là người đóng góp cho biên tập viên của tạp chí ovation. Cô thành lập Quỹ từ thiện hồng để chống ung thư vú vào năm 2006  và Giải thưởng Phụ nữ xuất sắc.